# 뽀빠이 (비디오 게임)
뽀빠이는 1982년 닌텐도가 개발한 아케이드 플랫폼 게임으로 E.C. 세가가 만든 뽀빠이를 바탕으로 킹 피처스 신디케이트로부터 라이선스를 받았다. 이 게임은 아타리가 디자인한 캐비닛에서 영국과 아일랜드에 독점 발매되었다. 닌텐도는 패미컴에 게임을 포팅했고, 파커 브라더스는 다른 가정용 시스템을 위한 이식본을 출판했다.
이 게임은 타케다 겐요와 미야모토 시게루가 디자인했으며 일부는 이케가미 쓰신키도 관련되었다고 주장한다. 뽀빠이는 본래 동키콩의 후속작으로 나올 예정되었으나 당시 닌텐도는 법적 문제로 캐릭터에 라이선스를 부여할 수 없었다.

## 게임 플레이
게임의 목적은 바다 해그, 브루투스 등의 위험을 피하면서 레벨(하트 24개, 악보 16개 또는 HELP 단어로 24자)에 따라 올리브 오일이 떨어뜨린 일정 개수의 아이템을 수집하는 것이다. 플레이어는 4방향 조이스틱으로 뽀빠이가 계단을 오르내리게 할 수 있다. 펀치 버튼이 있지만, 해당 시기의 비슷한 게임과 달리 점프 버튼이 없는 것이 특징이다. 반대로 브루투스는 한 단계 아래로 뛰어내릴 수도 있고, 몸을 굽혀 아래 단계로 내려갈 수도 있고, 바로 아래에 있으면 뛰어올라 뽀빠이를 칠 수도 있다.
펀치 버튼의 특징에도 불구하고 뽀빠이는 브루투스를 직접 공격할 수 없다. 대신 버튼은 다음에 사용된다:
- 병, 독수리, 두개골과 같이 뽀빠이를 다치게 할 수 있는 품목을 파괴하기.
- 시금치 캔을 때려 뽀빠이가 무적 효과를 얻을 수 있으며 브루투스에게 달려가 기절시킬 수 있음.
- 1라운드(도크 장면)와 세 번째 라운드에서 근처 배럴을 떨어뜨리는 데 사용되는 펀칭백을 브루투스에게 맞추어 일시적으로 기절시키기.

게임에서 라이센스가 부여된 다른 뽀빠이 캐릭터는 올리브 오일, 스위피 및 윔피지만 대부분 장식용이며 게임 플레이에 크게 구애를 주지는 않는다. 윔피는 2라운드에서 균형추 역할을 하기 위해 필드의 왼쪽 하단 모서리에 있는 시소의 한쪽 끝에 나타난다. 스위피는 뽀빠이가 시소에서 튀어나와 그를 만질 수 있으면 보너스 포인트를 얻을 수 있는 높은 위치에 떠 있다.
뽀빠이는 브루투스나 던지거나 날아다니는 물건에 맞거나, 떨어뜨린 물건이 화면 하단에 도달한 후 일정 시간 이내에 물건을 모으지 못하면 생명을 잃는다.

## 이식
파커브라더스는 게임을 Atari 8비트 제품군, 아타리 2600, 아타리 5200, 인텔리비전, 코모도어 64, Texas Instruments TI-99/4A 및 콜레코비전으로 이식했으며 마그나복스 오디세이 로 이식된 몇 안 되는 게임 중 하나이다. 비디오 게임을 기반으로 한 보드 게임은 1983년 파커브라더스가 출시했다. 컬러 LCD가 있는 뽀빠이 탁상 비디오 게임도 있었지만 아케이드 게임을 기반으로 하지 않았다.
1983년 7월 15일, 뽀빠이는 동키콩, 동키콩 주니어와 함께 패미컴의 3대 출시 게임 중 하나였다.

## 평가
미국에서 뽀빠이는 1983년 4월 Play Meter 아케이드 차트에서 1위를 차지했다.
Electronic Games는 1983년에 뽀빠이 의 아케이드 버전이 처음에 "동키콩 이후 너무나 친숙해진 테마형"으로 보였다고 썼지만 "약간의 그래픽과 음향 효과는 게임 실행에 대한 의심의 이점을 게임에 허용하는 경향이 있다."라고 덧붙였다. 잡지는 이후 "뽀빠이는 화장품으로 보완되는 것 이상의 흥미로운 플레이를 제공한다."라고 결론지었다. Arcade Express 뉴스레터는 1983년 1월에 10점 만점에 7점을 주면서 "아직 아케이드에서 볼 수 없었던 비디오 게임 만화에 가장 가깝다"고 말하면서도 "불행하게도 게임 플레이는 시각적 표준에 미치지 못한다"고 말했다. Coin Slot지의 마이클 푸길리스는 뽀빠이를 "시각적으로 자극적이고 흥미진진한 게임으로 어느 장소에서든 잘 어울린다"고 설명하면서 "오랜 시간 동안 안정적인 수익을 낼 수 있도록 모든 도전과제와 캐릭터의 매력을 담고 있다"고 말했다. Computer and Video Games 잡지는 아케이드 게임에 일반적으로 호의적인 평가를 주었다.
Antic은 뽀빠이의 아타리 8비트 버전이 "모든 연령대의 게이머에게 완전히 재미있는 도전"이라고 썼다. 이 잡지는 다른 등반 게임과 역학이 다르기 때문에 평균 이상의 리플레이 가치를 제공한다고 말했다. Computer Games 잡지는 콜레코비전과 가정용 컴퓨터 이식판에 A 등급을 부여하면서 뽀빠이를 "동키콩 보다 훨씬 더 나은 만화 같은 클라이밍 게임"이라고 평가했다.

## 유산
1983년 11월 22일에 교육적 파생 상품인 뽀빠이의 에이고 아소비(Popeye no Eigo Asobi(영어 교육 게임))를 출시했다.
2008년 Namco Networks는 휴대폰용으로 향상된 리메이크를 출시했다. 게임은 대체로 동일하게 진행되며, 보너스 스테이지와 뽀빠이가 몽유병 올리브를 구해야 하는 추가 레벨이 포함된 모드가 추가되었다. 게임에서는 오래된 만화를 구입하는 데 사용할 수 있는 토큰을 얻을 수 있다.

## 하이스코어
Ben Falls는 Twin Galaxies International Scoreboard에 따르면 2011년 12월 20일에 얻은 3,023,060점의 세계 기록을 보유하고 있다.